# Деревня Казармы железной дороги 568, 570, 397 км
Казармы железной дороги 568, 570, 397 км — деревня в Кардымовском районе Смоленской области России. Входит в состав Тюшинского сельского поселения. Население — 8 жителей (2007 год). 
Расположена в центральной части области в 12 км к югу от Кардымова, в 13 км южнее автодороги Р134 «Старая Смоленская дорога» Смоленск — Дорогобуж — Вязьма — Зубцов. В 2 км юго-западнее деревни расположена железнодорожная станция Конец на линии Смоленск — Сухиничи. 

## История
В годы Великой Отечественной войны деревня была оккупирована гитлеровскими войсками в августе 1941 года, освобождена в сентябре 1943 года.